# Shahrad Nasajpour
Shahrad Nasajpour (* 1. September 1989 im Iran) ist ein Leichtathlet im Behindertensport (Klasse F37). Er ist auf die Wurfdisziplinen mit der Kugel und dem Diskus spezialisiert. Nasajpour ist Flüchtling und lebt wieder in den USA, wo er 2015 Asyl erhielt.

## Sportliche Karriere
Nasajpour wurde im Iran mit Zerebralparese geboren und begann dort 2007 mit der Leichtathletik. Ursprünglich war er nicht an Sport interessiert, aber durch den Kontakt zu einem Trainer fand er Gefallen daran.
2011 trat Nasajpour noch für den Iran an und belegte bei den IWAS U23 World Games mit 38,10 Meter im Diskuswurf den 2. Platz.
2016 war er bei den Unabhängigen Paralympicsteilnehmer und ihr Fahnenträger bei der Schlussfeier. Im Diskuswurf kam er auf den 11. Platz.
2017 verbesserte sich Nasajpour bei den Weltmeisterschaften auf den 9 Platz.
2019 war er der einzige Teilnehmer im Flüchtlingsteam bei den Weltmeisterschaften. Im Kugelstoßen hatte er keinen gültigen Versuch und kam beim Diskuswurf mit persönlicher Bestleistung von 46,30 Metern auf den 7. Rang.

## Persönliche Bestleistungen
(Stand: 13. November 2019)

- Kugelstoßen: nicht verfügbar
- Diskuswurf: 46,30 m, Dubai, 13. November 2019

## Erfolge
- 2011: 2. Platz IWAS World Games (Diskuswurf)
- 2016: 11. Platz Paralympics (Diskuswurf)
- 2017: 9. Platz Weltmeisterschaften (Diskuswurf)
- 2019: Teilnahme Weltmeisterschaften (Kugelstoßen)
- 2019: 7. Platz Weltmeisterschaften (Diskuswurf)